# Alan Rankin
Alan Rankin ist ein Tontechniker.

## Leben
Rankin begann seine Karriere Anfang der 1990er Jahre, sein Debüt hatte er mit der Chris-Columbus-Komödie Kevin – Allein in New York. Er arbeitete schwerpunktmäßig beim Film, darunter an drei Filmen von Wolfgang Petersen: Outbreak – Lautlose Killer, In the Line of Fire – Die zweite Chance und Troja. Nur gelegentlich war er für das Fernsehen tätig, unter anderem an Steven Spielbergs Miniserie The Pacific aus dem Jahr 2010. Er arbeitete auch an zwei Computerspielen der Resident-Evil-Spieleserie.
2010 war er zusammen mit Mark P. Stoeckinger für Star Trek für den Oscar in der Kategorie Bester Tonschnitt nominiert. Zwischen 2000 und 2014 war er 16 Mal für den Golden Reel Award nominiert, konnte jedoch auch diesen Preis bislang nicht gewinnen.

## Filmografie (Auswahl)
- 1992: Kevin – Allein in New York (Home Alone 2: Lost in New York)
- 1993: In the Line of Fire – Die zweite Chance (In the Line of Fire)
- 1995: Heat
- 1998: Godzilla
- 2000: The 6th Day (The 6th Day)
- 2001: Blow
- 2002: Windtalkers
- 2003: Last Samurai (The Last Samurai)
- 2004: The Day After Tomorrow
- 2006: Mission: Impossible III
- 2007: Redline
- 2009: Star Trek
- 2012: Prometheus – Dunkle Zeichen (Prometheus)
- 2013: Iron Man 3

## Auszeichnungen
- 2010: Oscar-Nominierung in der Kategorie Bester Tonschnitt für Star Trek